# Дейвид Мурс
Дейвид Мурс е президент на ФК „Ливърпул“ от 18 септември 1991 г.
Притежава 178 500 акции на ФК „Ливърпул“, което всъщност са 51% от всички акции на клуба. Мурс поема клуба от чичо си сър Джон Мурс. Семейство Мурс управлява ФК „Ливърпул“ над 50 години. Дейвид Мурс влага много инвестиции в клуба, за да спомогне за неговото положително развитие.
По времето на Мурс отборът печели всички възможни титли с изключение на тези на Английската висша лига и Световното клубно първенство. Като най-големия успех може да се определи спечелването за пети път на турнира на Шампионската лига срещу отбора на „Милан“. След като на полувремето „Ливърпул“ губи от съперника си с 3:0, успява само за 6 минути да се върне в мача и впоследствие да спечели от дузпи.